# David Sossenheimer
David Sossenheimer (ur. 21 czerwca 1996 w Erlenbach am Main) – niemiecki siatkarz, reprezentant Niemiec, grający na pozycji przyjmującego. 
Jego ojciec Christian jest asystentem trenera w drużynie VC Wiesbaden.

## Siatkówka plażowa
Mistrzostwa Niemiec U-17:
- 2012

Mistrzostwa Niemiec Kadetów:
- 2013

Mistrzostwa Europy Kadetów:
- 2013

## Sukcesy klubowe

### młodzieżowe
Mistrzostwa Niemiec U-14:
- 2009

Mistrzostwa Niemiec U-16:
- 2010

Mistrzostwa Niemiec Juniorów:
- 2013

### seniorskie
Liga niemiecka:
- 2017, 2018, 2019
- 2014

Superpuchar Niemiec:
- 2016, 2017[5], 2018

Puchar Niemiec:
- 2017[6], 2018, 2019

Superpuchar Włoch:
- 2020

Liga włoska:
- 2021

## Nagrody indywidualne
- 2017: Najlepszy atakujący Superpucharu Niemiec
- 2018: MVP Superpucharu Niemiec